# Euprosopus
Euprosopus es un género de coleópteros adéfagos de la familia Carabidae.

## Especies
Contiene las siguientes especies:
- Euprosopus chaudoirii Thomson, 1859
- Euprosopus quadrinotatus (Latreille & Dejean, 1822)